# Niklas Långström

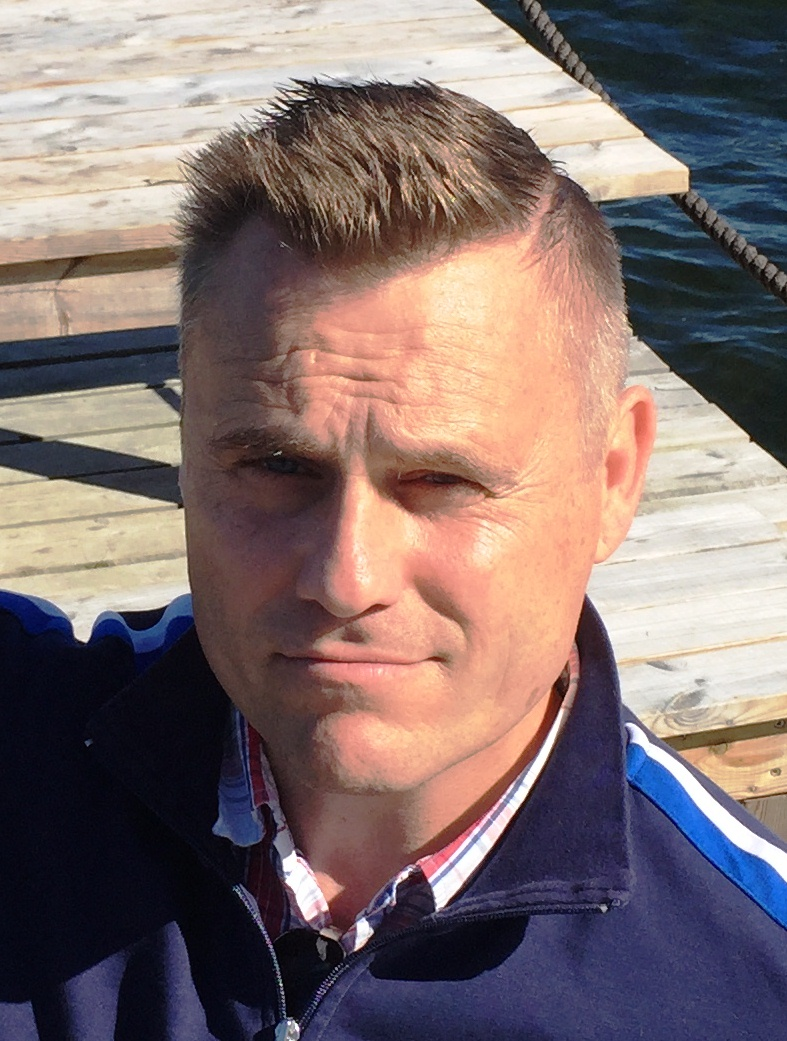
Niklas Långström

Niklas Svante Långström, född 24 september 1964 i Bjurholms församling, Ångermanland, är en svensk läkare, specialist i barn- och ungdomspsykiatri och forskare.  
Niklas Långström disputerade 1999 vid Karolinska institutet (KI) på en avhandling om unga förövare av sexualbrott. Han arbetade inom rättspsykiatrisk utredningsverksamhet och som konsultläkare vid ungdomshem under Statens institutionsstyrelse och var 2006-2013 chef för Centrum för våldsprevention vid KI. Långström verkade 2010-2016 som professor i psykiatrisk epidemiologi, särskilt utvecklingspsykiatri och våld, vid KI och är fortsatt knuten dit. 2016-2018 var han professor i barn- och ungdomspsykiatri vid Uppsala universitet och är sedan 2019 medicinskt sakkunnig vid Socialstyrelsen.
Niklas Långström bedriver forskning om riskfaktorer för kriminalitetsutveckling och förebyggande behandling, våldsbrottslighet och psykisk sjukdom, samt om sexuella avvikelser och sexualbrott. 
Tillsammans med kollegor, bl.a. vid Institutionen för medicinsk epidemiologi och biostatistik på Karolinska institutet , har han visat att faktorer som tidigare tolkats som starka orsaksfaktorer för våld (till exempel moderns rökning under graviditeten, schizofreni och bipolär sjukdom), inte är så starka som tidigare hävdats . Det visar sig istället att det i många fall handlar om betydande familjär confounding. Detta innebär att de tidigare observerade sambanden främst varit skensamband. Sådana uppkommer då genetiska och tidiga miljöfaktorer (till exempel känslomässig labilitet, dålig konflikthantering samt familjeattityder som stöder våld) varit kopplade till de misstänkta riskfaktorerna - moderns rökning under graviditeten, schizofreni och bipolär sjukdom och dessutom ökat risken också för våld och sexualbrott. 
Kunskaperna är viktiga för att brottsförebyggande insatser och behandling av lagöverträdare ska riktas mot verkliga riskfaktorer, inte mot sådant som har tveksam eller ingen orsakseffekt på våldsbrottslighet. Eller sådant som bara ”känns” rätt.
Långström arbetade 2008-2016 som forskargruppsledare och nationell vetenskaplig rådgivare inom Kriminalvården, bl.a. med utvärdering av de behandlingsprogram som genomförs med brottsdömda för att minska deras återfallsrisk i brott . Han var 2008-2013 medlem i expertgruppen för Sexual and Gender Identity Disorders inom ramen för arbetet med den femte versionen av den amerikanska psykiatriska diagnosmanualen Diagnostic and Statistical Manual of Mental Disorders (DSM-5). Han har ansvarat för kunskapsöversikter angående riskbedömning och behandling av våld- och sexualbrottsförövare för både SBU och vetenskapsrådet FORTE .  
Långströms kunskaper om förekomst, orsaker till och förebyggande av vålds- och sexualbrott gör att han ofta anlitas av media som expertkommentator i samband med uppmärksammade brottsfall. I programserien Glömda brott om historiska rättsfall och teman (tio avsnitt först sända i SVT 2011, därefter upprepade repriser samt återutsändningar också i finsk, norsk och dansk TV) diskuterar Niklas Långström vilka slutsatser som kan dras utifrån brottslighetens förändring och stabilitet över tid. Under 2019 var han återkommande expert i SVT:s kriminalmagasin Veckans Brott.